# Podlaski Szlak Bociani
Podlaski Szlak Bociani – znakowany szlak turystyczny w województwie podlaskim.

## Charakterystyka
Tworzenie szlaku rozpoczęto w 2002 roku. Szlak prowadzi z Białowieży przez Goniądz do Stańczyków. Przebiega przez miejsca cenne pod względem przyrodniczym i łączy cztery parki narodowe: Białowieski, Narwiański, Biebrzański oraz Wigierski. Należy do sieci Zielonych Szlaków (Greenways).

## Przebieg szlaku
- Białowieża
- Pogorzelce
- Narewka
- Lewkowo Stare
- Eliaszuki
- Suszcza
- Odrynki
- Narew
- Trześcianka
- Puchły
- Ciełuszki
- Kaniuki
- Doktorce
- Suraż
- Turośń Dolna
- Baciuty
- Bokiny
- Kurowo
- Pajewo
- Tykocin
- Pentowo (szlak łącznikowy)
- Łaziuki
- Zajki
- Laskowiec
- Dobarz
- Osowiec-Twierdza
- Goniądz
- Dolistowo Stare
- Jasionowo (gmina Sztabin)
- Jaminy
- Sztabin
- Krasnybór
- Rudawka
- Mikaszówka
- Strzelcowizna
- Głęboki Bród
- Czerwony Folwark
- Wigry
- Stary Folwark
- Dębowo
- Wołownia
- Gulbieniszki
- Błaskowizna
- Stańczyki